# Xynosphaera colemani
Xynosphaera colemani är en kräftdjursart som beskrevs av Bruce 1994E. Xynosphaera colemani ingår i släktet Xynosphaera och familjen klotkräftor. Inga underarter finns listade i Catalogue of Life.